# Distrito de Saint-Georges
El distrito de Saint-Georges (en francés: Arrondissement de Saint-Georges) es un distrito francés localizado en la región y departamento de Guayana Francesa, uno de los tres distritos que la conforman y cuenta con cuatro comunas. Es el distrito más reciente de la Guayana Francesa al haber sido creado en octubre de 2022 y a partir de cuatro comunas que anteriormente pertenecían al distrito de Cayena. En 2022 tenía una población de 8735 habitantes y una superficie de 25 560 km².

## División territorial

### Comunas
Las comunas, con sus códigos, del distrito de Saint-Georges son:
| 1. Camopi (97356) | 2. Ouanary (97314) | 3. Régina (97301) | 4. Saint-Georges (97308) |